# 乙酰溴
乙酰溴（化学式：CH3C(O)Br），是由乙酸衍生出的酰溴。

## 性质
无色发烟液体。在空气中渐变黄，遇水或乙醇激烈反应。能与乙醚、苯、氯仿混溶。易燃。有刺激性。

## 制取
可由乙酸与三溴化磷作用得到：
{\displaystyle {\rm {\ 3CH_{3}COOH+PBr_{3}\rightarrow CH_{3}COBr+H_{3}PO_{3}}}}

## 用途
用于有机合成，制造染料。